# ルイーズ・エリザベート・ド・ブルボン＝コンデ
ルイーズ・エリザベート・ド・ブルボン＝コンデ（Louise Élisabeth de Bourbon-Condé, 1693年11月22日 - 1775年3月27日）は、フランスのコンティ公ルイ・アルマン2世の妃。

## 生涯
コンデ公ルイ3世と妃ルイーズ・フランソワーズの娘として、ヴェルサイユで生まれた。
1713年7月9日、従弟であるルイ・アルマンと結婚した。なお、同時期にルイーズ・エリザベートの兄ブルボン公ルイ・アンリがルイ・アルマンの姉マリー・アンヌと最初の結婚をしている。ルイーズ・エリザベートは夫との間に1男1女をもうけた。
- ルイ・フランソワ1世（1717年 - 1776年） - コンティ公
- ルイーズ・アンリエット（1725年 - 1785年）

ルイーズ・エリザベートは美しい女性で、性格は非常に穏やかで物腰も感じが良いといわれていた。彼女は、1716年に夫が天然痘に倒れた際も、熱心に世話をした。しかし結婚生活は不幸だった。ルイ・アルマンは妻を良心の咎めもなくだまして浮気をし、そのくせ彼は半分異常な人物で、嫉妬深く暴力的だった。虐待されたルイーズ・エリザベートが、ハンサムな容姿のラ・ファル侯（のち元帥となる）と愛人関係になるのも無理はなく、2人は関係をひた隠しにして密会を続けた。妻の浮気に気づいたルイ・アルマンは、嫉妬に狂って妻と喧嘩になり、医者が呼ばれる騒ぎとなった。
彼女はとうとうたまりかね、母ルイーズ・フランソワーズの元へ逃げ、それから夫の手の及ばぬ修道院へ逃げた。ルイ・アルマンは妻を取り戻そうと、高等法院に訴え出た。第三者の下した判定は、正常な夫婦に戻るようにというもので、1725年にルイーズ・エリザベートは夫の元へ戻った。ルイ・アルマンは初め妻をリール・アダム城に閉じこめ、なんとかルイーズ・エリザベートを説得した結果、1727年にはパリへ戻ることができた。それから間もなくして、肺の感染症によりルイ・アルマンは急死した。
寡婦となってからのルイーズ・エリザベートは公的生活に戻り、1746年にはポンパドゥール夫人の取り巻きの一人となっていた。ルイーズ・エリザベートは、1775年にパリで大往生を遂げた。